# أوي شميت
أوي شميت (بالألمانية: Uwe Schmidt) هو موسيقي وملحن ألماني، ولد في 27 أغسطس 1968 في فرانكفورت في ألمانيا.

## وصلات خارجية
- الموقع الرسمي
- أوي شميت على موقع IMDb (الإنجليزية)
- أوي شميت على موقع ميوزك برينز (الإنجليزية)
- أوي شميت على موقع أول ميوزيك (الإنجليزية)
- أوي شميت على موقع ديسكوغز (الإنجليزية)
- أوي شميت على موقع ديسكوغز (الإنجليزية)
- أوي شميت على موقع ديسكوغز (الإنجليزية)
- أوي شميت على موقع ديسكوغز (الإنجليزية)
- أوي شميت على موقع ديسكوغز (الإنجليزية)
- أوي شميت على موقع ديسكوغز (الإنجليزية)
- أوي شميت على موقع ديسكوغز (الإنجليزية)
- أوي شميت على موقع ديسكوغز (الإنجليزية)